# Show Dogs
Show Dogs je rodinný komediální film z roku 2018. Režie se ujal Raja Gosnell a scénáře Max Botkin a Marc Hyman. Hlavní role hrají Will Arnett, Ludacris, Natasha Lyonne, Jordin Sparks, Gabriel Iglesias, Shaquille O'Neal, Omar Chaparro a Stanley Tucci. Film měl premiéru dne 18. května 2018 ve Spojených státech amerických. V českých kinech nebyl promítán. Snímek získal především negativní reakce od kritiků.

## Obsazení
- Will Arnett jako Frank
- Natasha Lyonne jako Mattie
- Omar Chaparro jako Señor Gabriel
- Oliver Tompsett jako Chauncey
- Andy Beckwith jako Berne

### Hlasy
- Ludacris jako Max
- Jordin Sparks jako Daisy
- RuPaul jako Persephone
- Gabriel Iglesias jako Sprinkles
- Shaquille O'Neal jako Karma
- Stanley Tucci jako Philippe
- Alan Cumming jako Dante
- Anders Holm, Blake Anderson a Kate Micucci jako trio holubů

## Přijetí

### Tržby
Film vydělal 17,8 milionů dolarů v Severní Americe a 20,7 milionů dolarů v ostatních oblastech, celkově tak vydělal 38,5 milionů dolarů po celém světě. Rozpočet filmu činil 5,5 milionů dolarů. Za první víkend docílil šesté nejvyšší návštěvnosti, kdy vydělal 3,1 milionů dolarů. Projektován byl výdělek 7–9 milionů dolarů.

### Recenze
Na recenzní stránce Rotten Tomatoes získal z 58 započtených recenzí 17 procent s průměrným ratingem 3,2 bodů z deseti. Na serveru Metacritic snímek získal ze 14 recenzí 31 bodů ze sta. Film byl negativně hodnocen kritiky obzvlášť kvůli jedné scéně, která byla později z filmu odstraněna a od druhého týdne se film vysílal bez ní.